# Кисловодский трамвай
Кислово́дский трамва́й — трамвайная система, существовавшая в Кисловодске с 1904 по 1966 года. Использовалась исключительно для доставки нарзана от завода до склада.

## История
В 1893 году к Кисловодску от ж.-д. ст. Минеральные Воды была проведена железнодорожная ветка.
В конце XIX — начале XX вв. в Российской империи стал набирать популярность нарзан, производимый на заводе рядом с Нарзанной галереей. Склад готовой к отправке продукции находился на расстоянии около 1,5 км от завода, ближе к ж.-д. ст. Минутка, а доставляли бутылки от завода на телегах. В конце 1902 года Управлением Кавказских Минеральных Вод и акционерным обществом русских электрических заводов «Сименс и Гальске» был заключен договор на строительство первой в России промышленной гидроэлектростанции «Белый Уголь», высоковольтной электромагистрали, соединявшей города Кавминвод, и трамвайных линий в Пятигорске — для пассажирского движения, и в Кисловодске — для грузовых перевозок. В июле 1903 года предпринимателем Евангуловым, занимавшимся разливом нарзана, была проложена узкоколейная линия конно-железной дороги. В апреле 1904 года дорога была электрифицирована в рамках проекта электрификации Кавказских Минеральных Вод, что обошлось, согласно заметке в газете «Северный Кавказ», в 35000 рублей. После этого доставка нарзана стала осуществляться на платформах, прицепленных к небольшому моторному вагону. Кисловодский трамвай получал электроэнергию от того же источника, что и пятигорский трамвай — от гидроэлектростанции «Белый уголь» в Ессентуках.
От ворот заводика, примыкавшего к Нарзанной галерее, линия вела к так называемому «Пятачку» — скрещению главных улиц Кисловодска у бывшей гостиницы «Гранд-Отель» (нынешний санаторий «Нарзан»), далее проходила по Курортному бульвару вплоть до поворота к железнодорожному путепроводу, построенному на подходе к вокзалу при сдаче в эксплуатацию кисловодской ветки. Далее за поворотом после проезда под железной дорогой, трамвайные пути круто сворачивали влево и следовали параллельно железной дороге в сторону товарной станции Минутка до склада минеральной воды, находившегося на углу улиц Кирова и Нелюбина. Кисловодский трамвай стал единственным в России и в Советском Союзе примером использования трамвайной линии исключительно для перевозки грузов.
В конце 1950-х мощности разливочного завода, находящегося у Нарзанной галереи, были исчерпаны по причине отсутствия возможности расширения производственных площадей, а прохождение грузовой трамвайной ветки прямо по главному курортному бульвару напротив Главных нарзанных ванн было признано городскими властями нецелесообразным. В 1958 году разливочный завод переехал на новое место на углу улицы Кирова и проспекта Победы. Часть трамвайной ветки от Нарзанной галереи до улицы Кирова была демонтирована.
В 1966 году для разливочного завода были построены корпуса прямо рядом со складами и необходимость в перевозке бутылок с завода на склад отпала — трамвайное движение в Кисловодске было закрыто.